# Хила-Бенд (город)
Хила-Бенд (англ. Gila Bend) — город в США в округе Марикопа штата Аризона.
Находится на юго-западе Аризоны в 50 милях (80 км) к юго-западу от Финикса. Река Хила делает в этом месте крутой поворот на 90° на запад, отсюда и название. Город расположен недалеко от доколумбовой деревни хохокам, которую впервые посетил в 1699 году отец Эусебио Кино. Это была ранчерия, заброшенная индейцами, называвшимися испанцами Опас, которая ежегодно производила два урожая зерна. Колония белых людей основала поселение в 1865 году на месте старой ранчерии, и поселение стало известно как Хила-Бенд. Позже местоположение города изменилось, поскольку в 1880 году железная дорога проложила пути вдали от берега реки. Сама река изменила русло, протекая к северу от города. Сегодня Хила-Бенд — сельскохозяйственный город и центр обслуживания путешественников, проезжающих по межштатной автомагистрали I-8, использует воду, накопленную на плотине Гиллеспи, для орошения своих полей. В 40 километрах к северо-западу от Хила-Бенд находится исторический парк штата «Пэйнтед-Рокс», где коренные американцы оставили петроглифы, которые, как считается, обозначают разделение племенных территорий. Неподалеку расположена резервация Хила-Бенд индейцев папаго. Инкорпорирован в 1962 году. Население: (2000 г.) 1980 человек; (2010 г.) 1922 человека.
| 2010[…] | 2020  |
| ------- | ----- |
| 1922    | ↘1892 |